# قائمة البعثات الدبلوماسية في فنزويلا
هذه قائمة البعثات الدبلوماسية في فنزويلا. يوجد حاليا 65 سفارة في كاراكاس. العديد من الدول الأخرى لديها سفراء معتمدين من عواصم دول أخرى. هذه القائمة تستثني القنصليات الفخرية.

## سفارات فيكاراكاس
1. ألمانيا
2. السعودية
3. إسبانيا
4. جنوب إفريقيا
5. الجزائر
6. أبخازيا
7. الأرجنتين
8. باربادوس
9. بيلاروس
10. بوليفيا
11. البرازيل[1]
12. تشيلي[2]
13. الصين
14. كولومبيا[3]
15. كوبا[4]
16. جمهورية الدومينيكان
17. الإكوادور
18. مصر
19. السلفادور[5]
20. غينيا الاستوائية
21. فرنسا
22. اليونان
23. غرينادا
24. غينيا بيساو
25. غيانا
26. هايتي
27. الكرسي الرسولي
28. الهند[6]
29. إندونيسيا
30. إيران
31. العراق
32. إيطاليا
33. اليابان[7]
34. جامايكا
35. الكويت
36. لبنان
37. ليبيا
38. ماليزيا
39. المكسيك[8]
40. هولندا
41. نيكاراغوا
42. نيجيريا
43. البرتغال[9]
44. كوريا الشمالية
45. فلسطين
46. بنما[10]
47. بيرو[11]
48. بولندا
49. قطر
50. رومانيا
51. روسيا
52. الجمهورية العربية الصحراوية الديمقراطية
53. سانت فينسنت والغرينادين
54. كوريا الجنوبية
55. فرسان مالطة
56. السودان
57. سورينام
58. سويسرا
59. سوريا
60. ترينيداد وتوباغو
61. تركيا
62. المملكة المتحدة
63. الولايات المتحدة
64. الأوروغواي
65. فيتنام

## قنصليات

### بويرتو لا كروز
- كولومبيا (قنصلية)

## بعثات دبلوماسية معتمدة لدى فنزويلا
(مدن المساكن مكتوبة بين قوسين)
1. الإمارات العربية المتحدة (بوغوتا)
2. أستراليا (بوغوتا)[12]
3. بنغلاديش (براسيليا)
4. بلجيكا (بوغوتا)[13][14]
5. كندا (بوغوتا)
6. ساحل العاج (براسيليا)
7. كوستاريكا (سان خوسيه)[15]
8. الدنمارك (بوغوتا)[16][a]
9. فنلندا (بوغوتا)[17]
10. الفلبين  (براسيليا)
11. النرويج (بوغوتا)[18]
12. السويد (بوغوتا)[19]
13. تايوان (بوغوتا)
14. توغو (براسيليا)